# كاميكتاياما
كاميكتاياما (باليابانية: 北山村) هي قرية تقع في مقاطعة يوشينو، بمحافظة نارا، اليابان. 
يبلغ عدد السكان حوالي 500 و 600 نسمة في 6 أغسطس 2012م. وبمساحة كلية تبلغ 274.05 كيومتر مربع.
القرية سُكانها معمرون في السن. نقص عدد السكان بين عامي 2002م و 2007م بنسبة تبلغ 15.6%. وهذا المجرى لازال مستمراً.

## التعليم
- تعليم ابتدائي
  - مدرسة كاميكتاياما الابتدائية
- تعليم إعدادي
  - مدرسة كاميكتاياما الإعدادية